# Paradasyhelea egregia
Paradasyhelea egregia är en tvåvingeart som först beskrevs av John William Scott Macfie 1932.  Paradasyhelea egregia ingår i släktet Paradasyhelea och familjen svidknott. Inga underarter finns listade i Catalogue of Life.